# Saint-Alban-en-Montagne
Saint-Alban-en-Montagne település Franciaországban, Ardèche megyében. Lakosainak száma 65 fő (2022. január 1.). Saint-Alban-en-Montagne Cellier-du-Luc, Lavillatte, Lespéron és Le Plagnal községekkel határos.

## Népesség
A település népessége az elmúlt években az alábbi módon változott:
| Lakosok száma | 123  | 96   | 80   | 71   | 79   | 89   | 93   | 77   | 69   | 65   |
|               | 1968 | 1982 | 1990 | 2006 | 2013 | 2015 | 2017 | 2019 | 2020 | 2022 |